# Neophasia
Neophasia — род чешуекрылых из семейства белянок и подсемейства Pierinae.

## Систематика
В состав рода входят:
- Neophasia menapia (C. & R. Felder, 1859) — югБританской Колумбии, от юга Альберты до Калифорнии, север Аризоны, Нью-Мексико, Южная Дакота, Небраска
- Neophasia terlooii Behr, 1869 — Западная Мексика, юго-восток Аризоны